# Gabriel Cortois de Pressigny
Gabriel Cortois de Pressigny (Digione, 11 dicembre 1745 – Parigi, 2 maggio 1823) è stato un arcivescovo cattolico francese.

## Biografia
Vescovo di Saint-Malo dal 1785, dopo la soppressione della sua diocesi (decretata dall'Assemblea Nazionale Costituente nel 1790) si rifugiò all'estero: tornò in patria dopo il concordato del 1801 tra Napoleone Bonaparte e papa Pio VII. Ambasciatore di Francia presso la Santa Sede (1814-1816), venne nominato pari di Francia e conte di Pressigny da Luigi XVIII e nel 1817 venne eletto arcivescovo metropolita di Besançon.
Fu probabilmente uno dei cinque cardinali creati da papa Pio VII nel concistoro dell'8 marzo 1816 e riservati in pectore, ma non ottenne mai la porpora.
La sua salma riposa nella cappella della Vergine della chiesa di Saint Roch a Parigi.

## Genealogia episcopale e successione apostolica
La genealogia episcopale è:
- Cardinale Guillaume d'Estouteville, O.S.B.Clun.
- Papa Sisto IV
- Papa Giulio II
- Cardinale Raffaele Sansone Riario
- Papa Leone X
- Papa Paolo III
- Cardinale Francesco Pisani
- Cardinale Alfonso Gesualdo di Conza
- Papa Clemente VIII
- Cardinale Pietro Aldobrandini
- Cardinale Laudivio Zacchia
- Cardinale Antonio Barberini, O.F.M.Cap.
- Cardinale Nicolò Guidi di Bagno
- Arcivescovo François de Harlay de Champvallon
- Cardinale Louis-Antoine de Noailles
- Vescovo Jean-François Salgues de Valderies de Lescure
- Arcivescovo Louis-Jacques Chapt de Rastignac
- Arcivescovo Christophe de Beaumont du Repaire
- Cardinale César-Guillaume de la Luzerne
- Arcivescovo Gabriel Cortois de Pressigny

La successione apostolica è:
- Arcivescovo Hyacinthe-Louis de Quélen (1817)
- Arcivescovo Paul-Ambroise Frère de Villefrancon (1821)
- Arcivescovo Augustin-Louis de Montblanc (1821)
- Arcivescovo Jean-Paul-Gaston de Pins (1822)